# 애정 (1946년 영화)
《애정》(The Yearling)은 미국에서 제작된 클래런스 브라운 감독의 1946년 드라마, 가족 영화이다. 그레고리 펙 등이 주연으로 출연하였고 시드니 프랭클린 등이 제작에 참여하였다. 개봉명은 《가장 특별한 선물》이다.
아카데미 미술상, 촬영상, 아역상을 수상했으며 남우주연상, 여우주연상, 감독상, 영화 편집상 부문에 후보로 지명되었다.

## 줄거리
1878년. 남북 전쟁에서 남군으로 참전했던 아버지와 아이 셋을 잃고 남은 마지막 자식에게 사랑을 주는 걸 극히 두려워하는 어머니를 둔 소년은 모자란 애정을 애완사슴을 통해 채워나간다.

## 출연

### 주연
- 그레고리 펙

### 조연
- 제인 와이먼
- 클로드 자먼 주니어
- 칠 윌스
- 클렘 베번스
- 마거릿 위철리
- 헨리 트래버스
- 포리스트 터커
- 제인 그린
- 아서 홀
- 빅터 킬리언
- 준 록하트
- 조지 맨
- 로버트 포터필드
- 조운 웰스
- 댄 와이트
- 맷 윌리스
- 제프 요크

## 기타
- 미술: 세드릭 기븐스
- 미술: 폴 그로스